# Buy Me a Coffee
Buy Me a Coffee (скорочено BMC) — американська краудфандингова компанія, розташована в Сан-Франциско, штат Каліфорнія, США. Вона надає авторам послугу збору пожертв від своїх прихильників.
Станом на квітень 2021 року платформа налічувала понад 300 000 творців. BMC не стягує щомісячної плати, але стягує комісію за транзакцію у розмірі 5 відсотків за будь-яку підтримку, яку отримує творець.

## Історія
Компанію заснували Джіджо Санні, Джозеф Санні та Аліша Джон у 2018 році.

## Скандали
У квітні 2023 року український громадський активіст та волонтер Сергій Стерненко повідомив, що після того як він знайшов на платформі Buy Me a Coffee сторінку проросійського військового блогера WarGonzo (Семен Пєгов) та повідомив адміністрацію про це, сервіс видалив сторінку Пєгова. У той же час, інший краудфандинговий сервіс Patreon після звернення залишив сторінку WarGonzo, перед цим видаливши сторінку Стерненка.
5 квітня 2024 року, на своїй сторінці у соціальній мережі X (колишній Твіттер), компанія опублікувала мем із військовим КНДР, який воює проти України. На мемі був зображений північнокорейський солдат, який лежить з телефоном у руках та усміхається, світлину було підписано: «Те відчуття, коли читаєш повідомлення від тих, хто тебе підтримує». 7 січня, після того, як на цей допис звернули увагу користувачі та блоґери, а згодом відреагувала United24, Buy Me a Coffee видалила свій допис та попросила вибачення.

## Зовнішні посилання
- Офіційний веб-сайт

| Бізнес | Це незавершена стаття про бізнес. Ви можете допомогти проєкту, виправивши або дописавши її. |